# 莱里 (科多尔省)
莱里（法語：Léry，法語發音：[leʁi]）是法国科多尔省的一个市镇，属于第戎区。

## 地理
莱里（47°33'24"N, 4°50'27"E）面积14.62 平方千米，位于法国勃艮第-弗朗什-孔泰大區科多尔省，该省份为法国中东部省份，北起奥布省，西接涅夫勒省和约讷省，南至索恩-卢瓦尔省，东南接汝拉省，东临上索恩省，东北部与上马恩省接壤。
与莱里接壤的市镇（或旧市镇、城区）包括：埃沙洛、拉马热勒、普瓦瑟勒拉格朗日、萨利沃、弗雷努瓦。

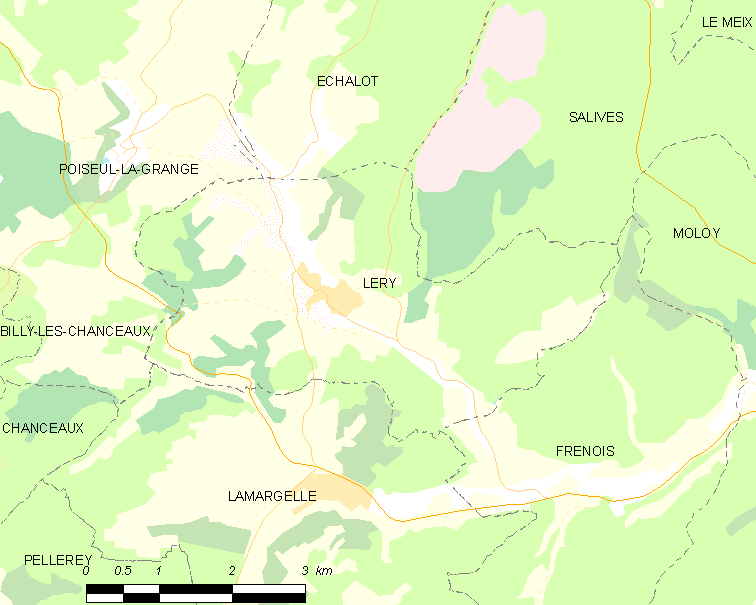
的OSM定位图

莱里的时区为UTC+01:00、UTC+02:00（夏令时）。

## 行政
莱里的邮政编码为21440，INSEE市镇编码为21345。

## 政治
莱里所属的省级选区为蒂耶河畔伊斯县。

## 人口

1962-2008年间人口变化图示

莱里于2022年1月1日时的人口数量为203人。